# Quesnelia
Genre
Classification APG III (2009)
Synonymes
- Lievena Regel, 1879

Quesnelia est un genre de Bromeliaceae qui fut décrit en 1842 par Charles Gaudichaud-Beaupré (1789-1854), après son expédition sur La Bonite, et nommé en l'honneur de M. Quesnel, gouverneur de France en Guyane. Ce genre comprend une trentaine espèces surtout originaires de la forêt amazonienne du Nordeste (Brésil).

## Quelques espèces
- Quesnelia alvimii Leme
- Quesnelia arvensis (Vellozo) Mez
- Quesnelia augusto-coburgii Wawra
- Quesnelia clavata Amorim & Leme
- Quesnelia conquistensis Leme
- Quesnelia dubia Leme
- Quesnelia edmundoi L.B. Smith 
  - var. rubrobracteata E. Pereira 
  - var. intermedia E. Pereira & Leme
- Quesnelia humilis Mez
- Quesnelia imbricata L.B. Smith
- Quesnelia indecora Mez
- Quesnelia kautskyi C. Vieira
- Quesnelia lateralis Wawra
- Quesnelia liboniana (De Jonghe) Mez
- Quesnelia marmorata (Lemaire) R.W. Read
- Quesnelia morreniana (Baker) Mez
- Quesnelia quesneliana (Brongniart) L.B. Smith
- Quesnelia seideliana L.B. Smith
- Quesnelia strobilispica Wawra
- Quesnelia testudo Lindman
- Quesnelia vanhouttei E.Morren
- Quesnelia violacea Wanderley & S.L. Proença[3]

## Synonyme
- Lievena Regel, 1879